# 崇州 (北宋)
崇州，北宋时设置的州。
北宋天圣元年（1023年）改通州置，治所在静海县（今江苏省南通市）。辖境相当今江苏省南通、海门、如东、通州等市县地。属淮南路。明道二年（1033年）复名通州。